# РД Студия
ООО РД Студия — российская кинокомпания, занимающаяся производством документальных фильмов. Основана в 2013 году телеведущим Валдисом Пельшем. Является одной из немногих кинокомпаний, совершающих экстремальные экспедиции для создания фильмов

## История
Кинокомпания РД Студия учреждена в 2013 году ведущим Валдисом Пельшем и режиссёром Кристиной Козловой с целью создания документальных фильмов. Изначально в основу картин ложились достижения России для демонстрации величия истории России, в дальнейшем фильмы были посвящены экстремальным экспедициям на Эверест, Казбек, Манаслу, Охос-дель-Саладо, Антарктиду, а также погружениям с белой акулой. Первый фильм «Люди, сделавшие Землю круглой» посвящен отечественной авиации первой половины XX века, фильм 2020 года «Антарктида. Хождение за три полюса» посвящен экспедиции в Антарктиду.

## Фотографии

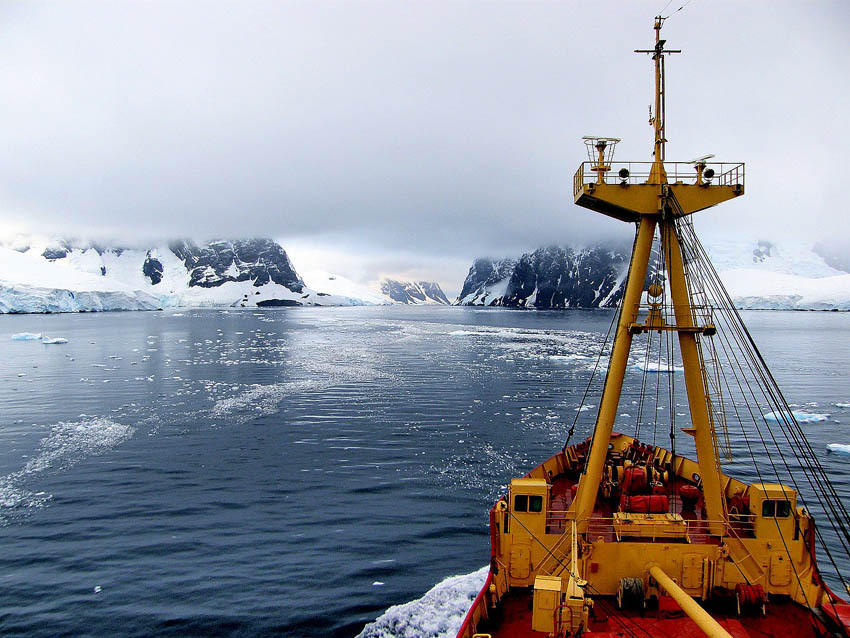
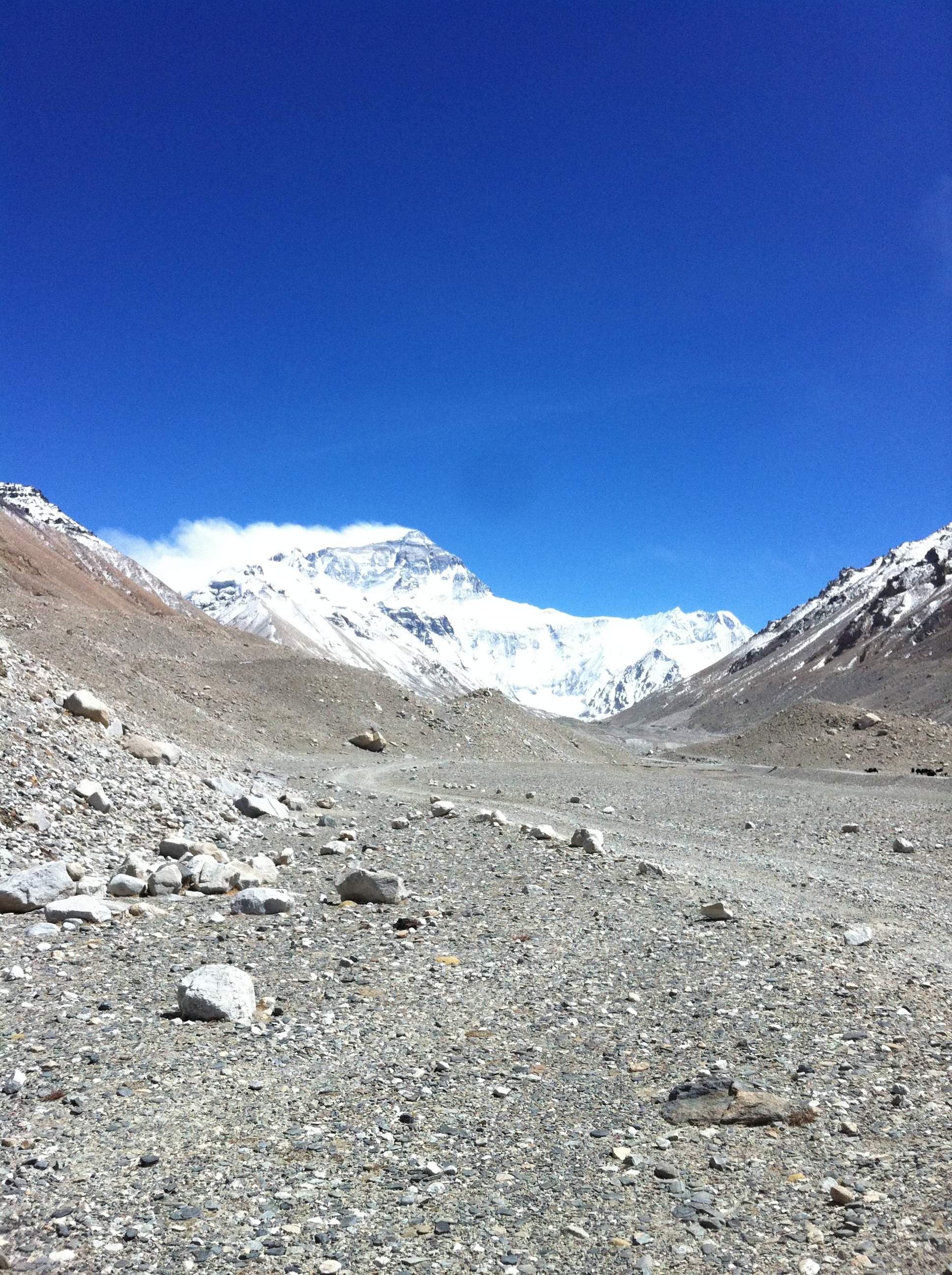

## Фильмография
В документальных фильмах РД Студии активно принимают участие, как известные личности, такие как Анна Ардова, Яна Чурикова, Виктор Садовничий, так и люди с великим историческим прошлым: Василий Решетников, Артур Чилингаров и другие..
| Документальные фильмы                    | Количество серий | Дата выхода в эфир | Дата премьеры на ТВ | Телеканалы вещания                            | Сеть Кинотеатров      | Рейтинг            | Участники |
| ---------------------------------------- | ---------------- | ------------------ | ------------------- | --------------------------------------------- | --------------------- | ------------------ | --- |
| Люди, сделавшие Землю круглой            | 4                | 2015               | 22 февраля 2015     | Первый Канал Моя Планета Че Телеканал История | -                     | 8,9994             | Авторы идеи: Валдис Пельш, Дмитрий Хаустов Ведущий: Валдис Пельш Режиссёр: Кристина Козлова Дневники читает: Евгений Дятлов |
| Самый умный в мире небоскрёб             | 1                | 2015               | 23 января 2016      | Первый канал Моя Планета Азер ТВ              | -                     | Данные отсутствуют | Ведущий: Валдис Пельш Режиссёр: Кристина Козлова Герои: Яна Чурикова, Виктор Садовничий |
| Валдис Пельш. Путешествие к центру Земли | 1                | 2016               | 21 августа 2016     | Первый Канал Моя Планета Телеканал История    | -                     | Данные отсутствуют | Ведущий: Валдис Пельш Режиссёр: Кристина Козлова Авторы сценария: Валдис Пельш, Елена Потанина Режиссёр монтажа: Алексей Бочаров |
| Берлин 41-го. Долетали сильнейшие        | 1                | 2017               | 25 июня 2017        | Первый Канал Моя Планета Телеканал История    | -                     | Данные отсутствуют | Автор идеи: Константин Эрнст Ведущий и продюсер: Валдис Пельш Режиссёр: Кристина Козлова Авторы сценария: Валдис Пельш, Ирина Михайлова Режиссёр монтажа: Алексей Бочаров Дневники читает: Константин Хабенский |
| Ген высоты, или как пройти на Эверест    | 3                | 2017               | 3 июля 2017         | Первый Канал Моя Планета                      | -                     | 8,347              | Ведущий и продюсер: Валдис Пельш Режиссёр и продюсер: Кристина Козлова Авторы сценария: Ирина Михайлова, Анна Гапоненко Режиссёр монтажа: Алексей Бочаров Герои и участники экспедиции: Валдис Пельш, Александр Абрамов, Людмила Коробешко, Сергей Богомолов, Сергей Ларин, Андрей Викторсон, Олег Пименов, Роман Реутов, Влад Мороз, Марина Геворкян, Игорь Демьяненко, Татьяна Яловчак, Лиана Чабдарова, Ирена Харазова, Надежда Воскресенская |
| Большой белый танец                      | 1                | 2018               | 1 марта 2019        | Первый канал                                  | Сеть кинотеатров КАРО | Данные отсутствуют | Ведущий и Продюсер: Валдис Пельш Режиссёр и Продюсер: Кристина Козлова автор сценария: Ирина Антко Редактор сценария: Анна Гапоненко Режиссёр монтажа: Алексей Бочаров Герои и участники: Алексей Макаров, Анна Ардова, Яна Чурикова, Александр Панайотов, Дмитрий Орлов, Денис Удовенко, Эрик Игера, Шеннон Эйнсли, Оушен Рамси |
| Человек, который всегда хотел большего   | 4                | 2019               | -                   | YouTube Канал РД Студия                       | -                     | Данные отсутствуют | Ведущий и Продюсер: Валдис Пельш Режиссёр и Продюсер: Кристина Козлова автор сценария: Ирина Антко Редактор сценария: Ксения Духова, Анна Гапоненко Режиссёр монтажа: Алексей Бочаров |
| Антарктида. Хождение за три. полюса      | 3                | 2020               | 14 января 2020      | Первый канал                                  | -                     | Данные отсутствуют | Авторы идеи, Ведущий и Продюсер: Валдис Пельш Режиссёр и Продюсер: Кристина Козлова автор сценария: Ирина Антко Соавтор: Алексей Анисимов Режиссёр монтажа: Алексей Бочаров Операторы: Александр Кубасов, Денис Негривецкий Герои и участники экспедиции: Валдис Пельш, Кристина Козлова, Александр Кубасов, Денис Негривецкий, Василий Елагин, Владимир Обиход, Алексей Макаров, Юрий Нездеров, Артур Чилингаров, Виктор Гусев                  |

## Награды и достижения
| Название                                                                        | Категория, место                                       | Фильм                                 | Страна, Город  | Год  |
| ------------------------------------------------------------------------------- | ------------------------------------------------------ | ------------------------------------- | -------------- | ---- |
| Премия Русского Географического Общества                                        | Финалист в категории Лучший медиа-проект               | Люди, сделавшие Землю круглой         | Россия, Москва | 2014 |
| Кинопремия «Corporate Media & TV Awards 2015»                                   | Серебряный Дельфин в категории «История и цивилизация» | Люди, сделавшие Землю круглой         | Франция, Канны | 2015 |
| ТЭФИ                                                                            | Победитель в категории «Лучший документальный фильм»   | "Берлин 41-го. Долетали сильнейшие"   | Россия, Москва | 2019 |
| Московский Международный Фестиваль Горных и Приключенческих Фильмов «Вертикаль» | Победитель Гран-При                                    | Ген высоты, или как пройти на Эверест | Россия, Москва | 2019 |